# Hofanlage Alter Berg 1

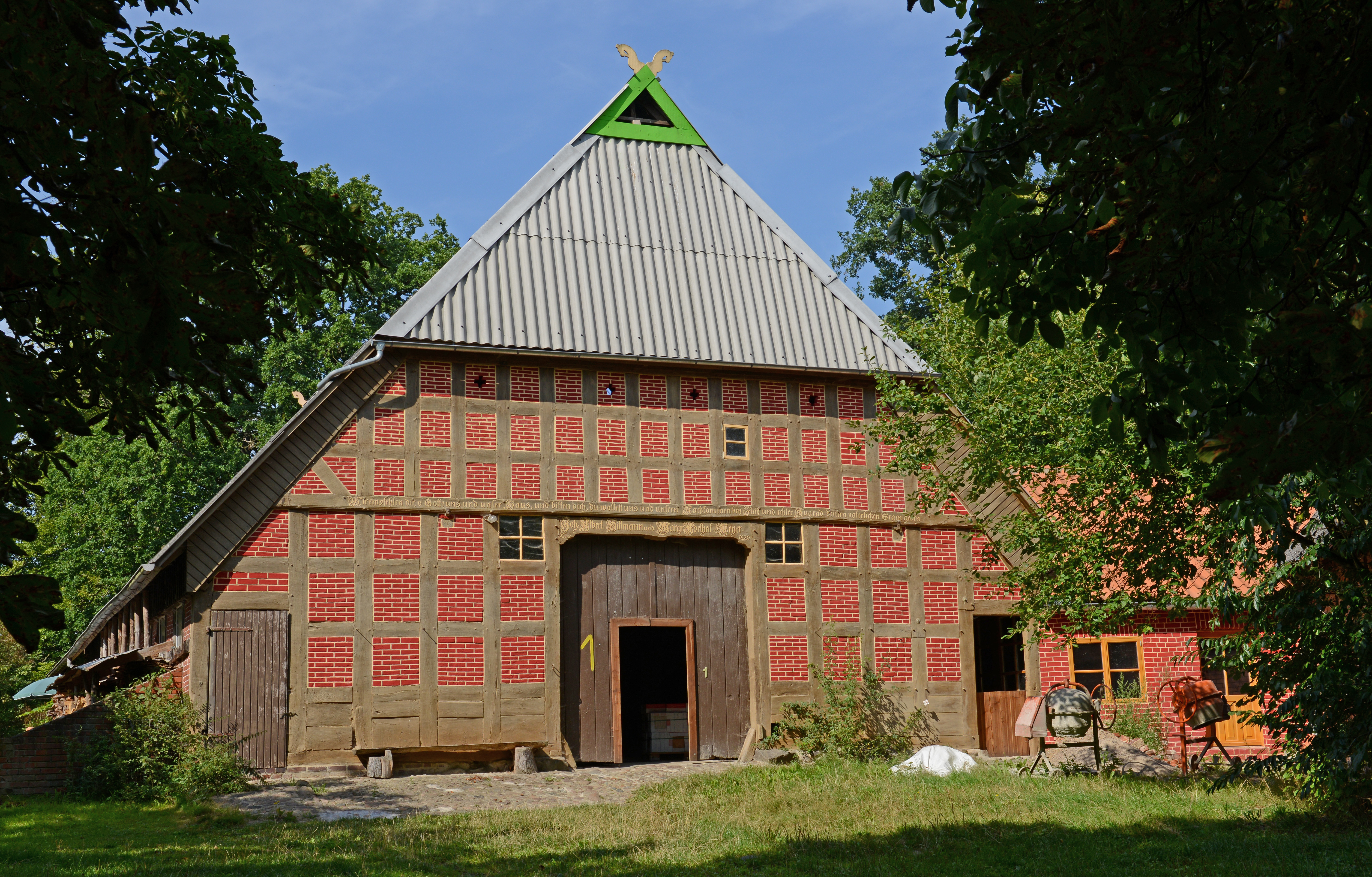
Wohn-/Wirtschaftsgebäude

Die Hofanlage Alter Berg 1 in Syke, Ortsteil  Wachendorf, – der frühere Hillmannhof – bestand schon mehrere hundert Jahre. 
Die Hofanlage steht als Gruppe wegen der beispielhaften Ausprägung eines Stils und der Gebäudetypen unter Denkmalschutz.

## Geschichte

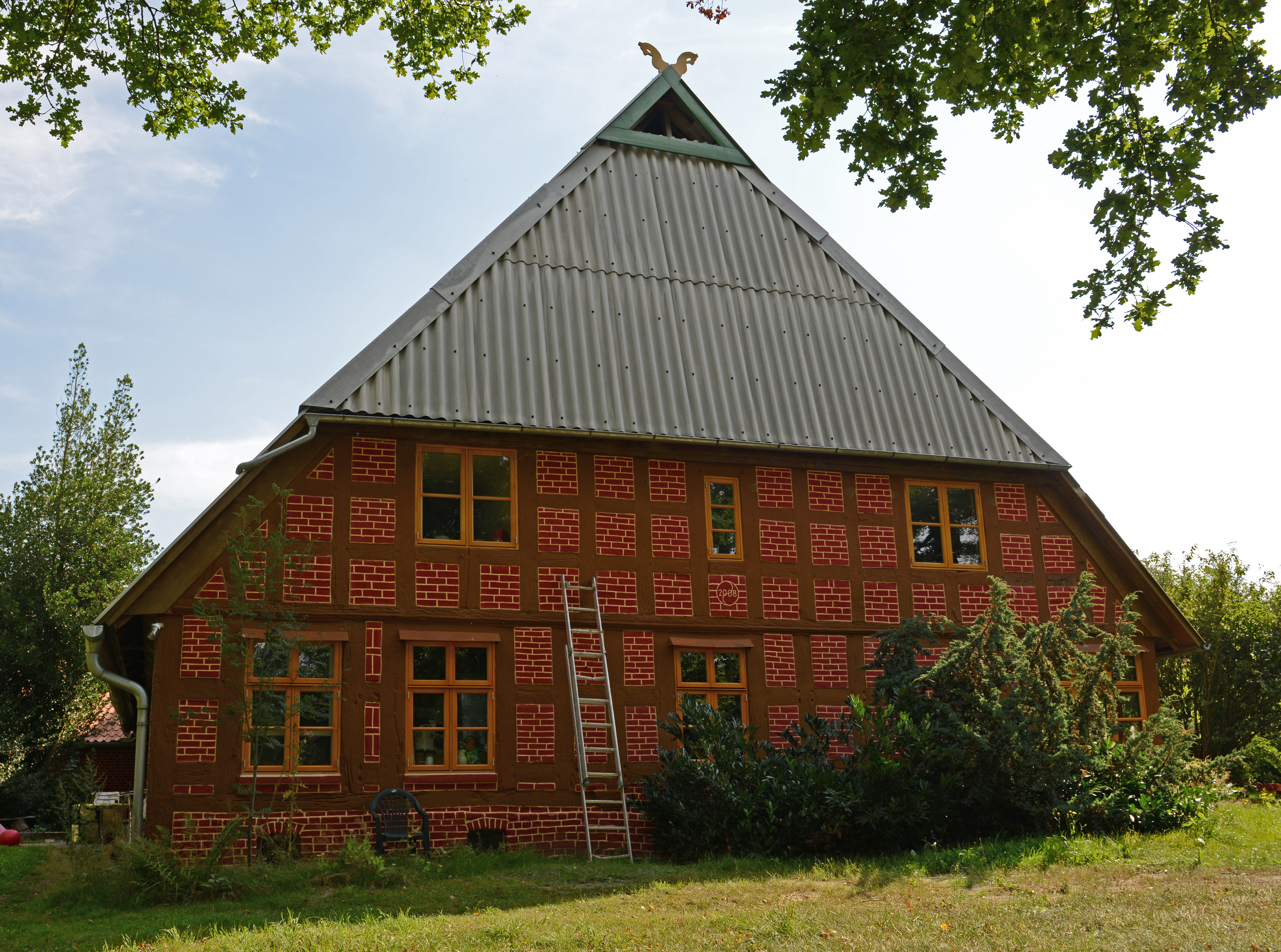
Scheune

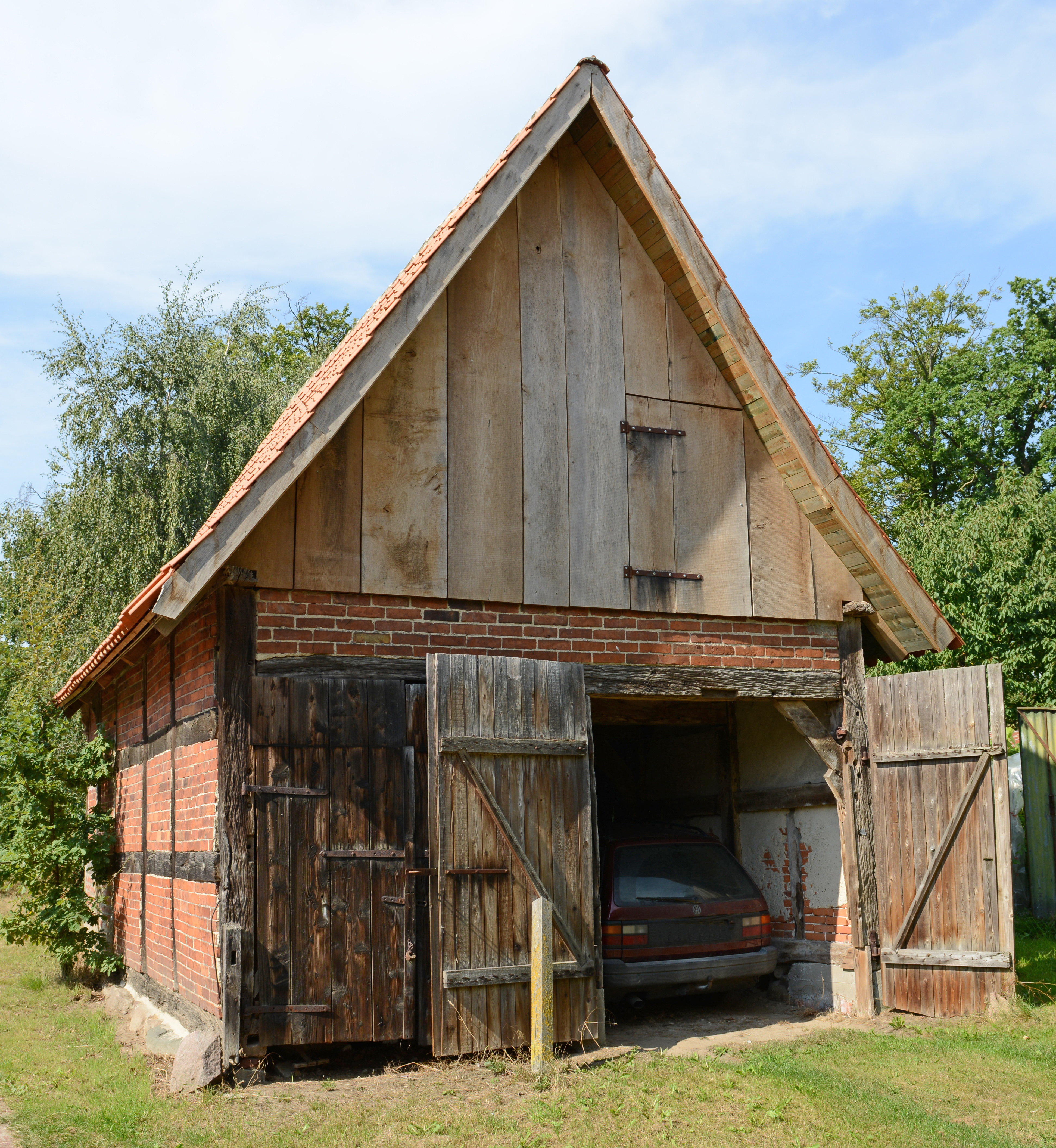
Backhaus

Wachendorf ist ein viele hundert Jahre altes Dorf. Der Hillmannhof stammt aus den frühen Zeiten des Dorfes, sein letzter Eigentümer mit diesem Namen, Jan-Albert Hillmann, verstarb 2011.
Die Anlage besteht aus den folgenden eingeschossigen Fachwerkhäusern:
- dem Wohn- und Wirtschaftsgebäude als niederdeutsches Hallenhaus von 1820 (Torsturzbalken) ist im Grundriss im Wohnteil erhalten, mit einem Innengerüst, mit geschweiften Kopfbändern (8 Fach), dem verputzten Luchtbalken (Unterzug), dem Flett (Küche) mit größtenteils Kieselboden, den Klinkerausfachungen, dem Krüppelwalmdach mit Niedersachsengiebel, Uhlenloch (Eulenloch) und Pferdeköpfen am Dachfirst und den erhaltenen Innentüren; Jahreszahl 1798 im Sturz über dem ehemaligen Fletteingang,
- der Scheune von 1825 mit seitlicher Längseinfahrt mit Ausfachungen aus Klinkern, an das Wohnwirtschaftsgebäude angebaut, mit Steinausfachungen, Krüppelwalmdach und Niedersachsengiebel mit Uhlenloch und Pferdeköpfen am First,
- dem Backhaus von 1838 mit Satteldach,
- dem Speicher mit späterem Garageneinbauten mit Satteldach,
- dem Schafstall aus der Mitte des 19. Jahrhunderts mit Walmdach, umgebaut zum Wohnhaus.

Bei den Gebäuden wurden auch ältere Holzbalken und Bauteile wiederverwendet, dendrochronologische Untersuchungen dazu sind nicht bekannt. Ein noch vorhandener Brunnen ist vermutlich deutlich älter als die Gebäude. Die Hofanlage hat geschichtliche Bedeutung durch beispielhafte Ausprägung eines regionalen Gebäudetypus. Aktuell (2022) wird eines der Häuser auch zur Herstellung von Klangschiff-Harfen genutzt.

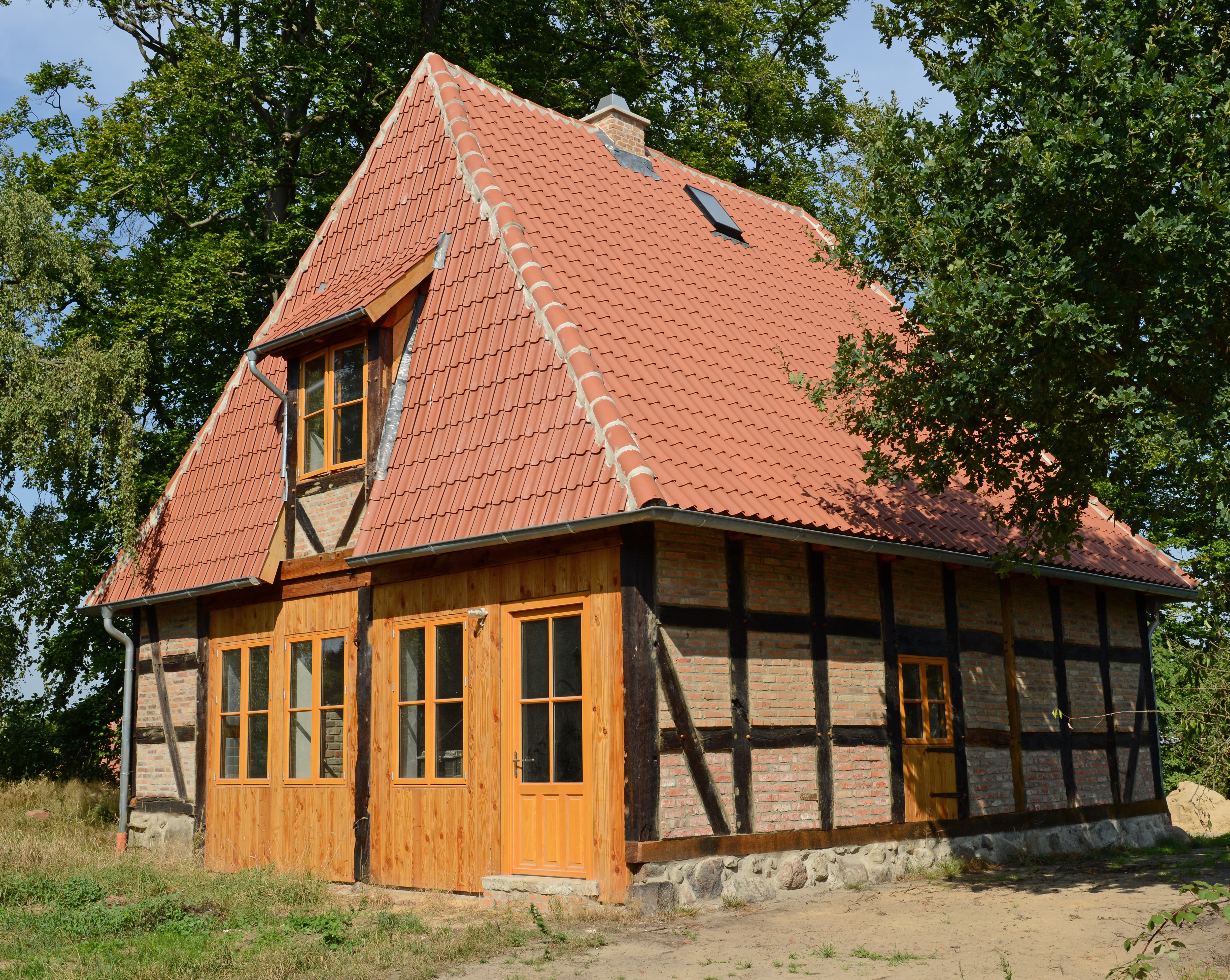
Schafstall
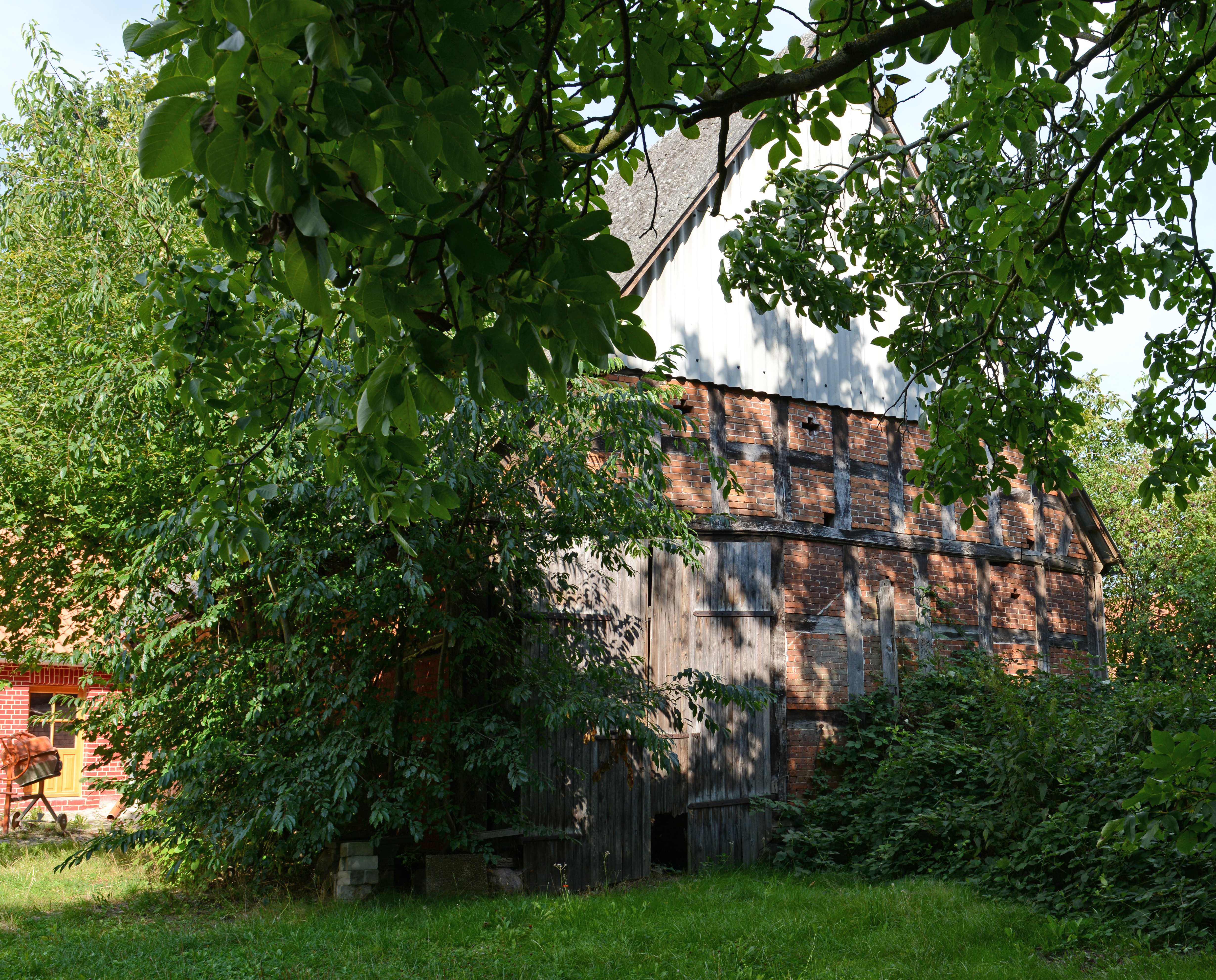
Speicher